# 維什涅韋 (博布羅維齊亞區)
50°46′20″N 31°21′56″E / 50.77222°N 31.36556°E
維什涅韋（烏克蘭語：Вишневе），是烏克蘭北部的村莊，隸屬切爾尼希夫州的尼任區。該村始建於1924年，面積0.52平方公里，海拔高度133米，2006年人口82，人口密度每平方公里158.91人。